# SEX BLOOD ROCK N' ROLL
『SEX BLOOD ROCK N' ROLL』（セックス ブラッド ロックンロール）は、日本のロックユニット、VAMPSのベストアルバム。2013年9月25日発売。発売元はユニバーサルミュージック内のレーベル、Delicious Deli Records。

## 解説
VAMPSとして初のベストアルバム。
VAMPSは2013年2月にユニバーサルミュージック内のレーベル、Delicious Deli Recordsに移籍しており、本作がライヴビデオ『VAMPS LIVE 2012』、シングル「AHEAD/REPLAY」に続く移籍第三弾の作品、そして初のアルバムとなっている。HYDEは移籍に際し「国内外で活動していて自分たちに必要な要素がユニバーサルミュージックにあると感じました。自分たちの活動を効果的に広められるのではないかと期待しています」とコメントを発表している。また、K.A.Zは「海外へ向けてのアプローチをしていくに当たって新たなパートナーと共に活動範囲を広めていきたい」とコメントしている。なお、VAMPSはこの移籍のタイミングで、マドンナやU2、レディー・ガガなどのツアーを手掛けている世界規模のコンサート興行カンパニー、ライヴ・ネイションと提携することを発表している。この連携により、VAMPSは海外での活動をより積極的に行える体制に変わっている。こうしてライヴ展開の体制を見直ししたことを受け、本作は日本ではベストアルバム、海外ではデビューアルバムという位置付けでリリースされることになった。
本作には、VAMPSがこれまでに発表した楽曲の中から選んだ13曲が収録されている。ただし、過去に発表した作品から音源をそのまま抜粋したわけでなく、全曲を英語詞で再録している他、演奏の一部を新たにレコーディング、ミックスし直している。また、本作の2曲目に収録された「REDRUM」では、歌詞が書き直されている。なお、HYDEは今回ユニバーサルミュージックへ移籍し、ライヴ・ネイションと連携したことを受け、本作の制作が始まったことを示唆している。HYDEは本作発売当時に受けたインタビューの中で、このアルバムの制作を決めた経緯について「前から作りたいなと思ってたけどタイミングがわからなかったんですよね。それが今、来た、っていう感じ。正直、日本でベストを出そうとするなら、もっとあとのほうがいいと思うんですよ。まだ2ndアルバムまでしか出てないしね（笑）」と述べている。
収録された楽曲の全てが再録されているが、特に本作の3曲目に収録された「REVOLUTION II」と12曲目に収録された「HUNTING II」に関しては、原曲から大幅にリアレンジされており、リミックスバージョンとして収められている。なお、「REVOLUTION II」はイタリアの音楽プロデューサーであるエットレ・リゴッティとネロアルゲントが、「HUNTING II」はWolfJunkがリミックスを担当している。HYDEはこの2曲を大幅に見直すことにした経緯について「もともと僕とK.A.Z君がデジタル系をもっと取り込みたいなと思ってて。じゃあリミックスはどうだろう？って。この2曲をリミックスしたら面白くなりそうだし、もしもダメならオリジナルでいいかなと思って、外部の方にお願いしたんですよ」と述べている。
また、本作の9曲目に収録された「Life On Mars?」は、2009年に発表したシングル「EVANESCENT」のカップリングに収められていた、デヴィッド・ボウイの楽曲「ライフ・オン・マーズ」のカバー音源となっている。なお、今回カバー音源を改めて収録するに至ったのは、K.A.Zのアイデアによるものだという。
本作は、初回限定盤A（SHM-CD＋Blu-ray）、初回限定盤B（SHM-CD＋GOODS）、通常盤（SHM-CD）の3形態でリリースされた。初回盤Aには、2013年に開催したライヴツアー「VAMPS LIVE 2013」のライヴビューイング映像などを収録したBlu-ray Discが付属している。また、初回盤Bには、オリジナルのTシャツ、トートバッグ、マフラータオル、リストバンドの4点がシリアルナンバー入りのボックスに同梱されている。なお、本作は2013年9月23日にイギリス、ヨーロッパ、2013年9月24日にはアメリカ、2013年9月25日には日本で発売されている。

## 収録曲
| #   | タイトル                                       | 作詞        | 作曲        | 時間 |
| --- | ---------------------------------------------- | ----------- | ----------- | ---- |
| 1.  | 「DEVIL SIDE」                                 | HYDE        | HYDE        | 4:23 |
| 2.  | 「REDRUM」                                     | HYDE        | K.A.Z       | 3:50 |
| 3.  | 「REVOLUTION II」                              | HYDE        | HYDE        | 4:33 |
| 4.  | 「THE PAST」                                   | HYDE        | K.A.Z       | 5:02 |
| 5.  | 「LOVE ADDICT」                                | HYDE        | HYDE        | 3:59 |
| 6.  | 「ANGEL TRIP」                                 | HYDE        | K.A.Z       | 4:23 |
| 7.  | 「MEMORIES」                                   | HYDE        | K.A.Z       | 4:40 |
| 8.  | 「SWEET DREAMS」                               | HYDE        | K.A.Z       | 5:42 |
| 9.  | 「Life On Mars?」                              | David Bowie | David Bowie | 3:59 |
| 10. | 「VAMPIRE DEPRESSION」                         | HYDE        | K.A.Z       | 4:41 |
| 11. | 「MY FIRST LAST」                              | HYDE        | HYDE        | 5:05 |
| 12. | 「HUNTING II」                                 | HYDE        | K.A.Z       | 1:57 |
| 13. | 「SEX BLOOD ROCK N’ ROLL」                     | HYDE        | HYDE        | 2:52 |
| 14. | 「Sex Blood Rock n' Roll (Remix)」(配信版のみ) | HYDE        | HYDE        | 4:04 |

## 初回限定盤A付属Blu-ray
VAMPS LIVE BEST MOVIE
VAMPSの軌跡をたどるライヴをまとめたライヴ映像の総集編となっている。なお、2013年に開催されたライヴツアー「VAMPS LIVE 2013」の映像も一部収録されている。

## クレジット
| - Produced by VAMPS - Vocal：HYDE - Guitar & Programming：K.A.Z - Bass：Ju-ken - Drums：Arimatsu - Synthesizer Programming：斉藤仁 - Bass [Guest]：Chirolyn (Tr.2,8,10) - Drums [Guest]：Yoshio "MASUO" Arimatsu (Tr.8) - Piano：富樫春生 (Tr.8) - Strings：弦一徹ストリングス (Tr.8) - Tablas：Salar nader (Tr.11) - Vocal [Guest]：Ettore Rigotti (Disarmonia Mundi) (Tr.3) [Recording Engineers] - Remixed by Neroagrento, Ettore Rigotti at The Metal House (Italy) (Tr.3), WolfJunk (Tr.12) - Recording & Mixing Engineer：Josh Wilbur - Mastering Engineer：Ian Cooper (Metropolis Mastering Studio, London) - Vocal Directors：HYDE, 中山千恵子 (Chinet Inc.) - English Assistants：Josh Wilbur, J, Jessica Dawson, Nana Hatori - English Advisor：Alexandra Sanafeeva (VAMPROSE) - Guitar & Bass Technicians：Kazutaka Minemori (Master Tone), Akira Watanabe - Drums Technicians：Yoshio "MASUO" Arimatsu - Recording Studio：VAMPROSE STUDIO, LANDMARK STADIO, ODEN STADIO - Recording & Mixing Studio：NRG STUDIO - L.A. Session Coordinator：Jun Umemoto - Label Head：Kazuhiro Imanari (Delicious Deli Records) - A&R：Munehito Ito (Delicious Deli Records) - A&R Assistant：Hiroki Ohtani (Delicious Deli Records) - Product Manager：Tomoharu Kageyama (Delicious Deli Records) | - Promoters：Masahiro Yamagiwa (Universal International), Junichi Beppu (Universal International), Akihiro Togo (Universal International), Yoshitake Ebisawa (Universal International), Kazuhiro Tatebe (Universal International), Hiromi Shimoyama (Universal International), Natsuki Maruya (Universal International), Kazushige Inaba (Universal International), Ayumi Taki (Universal International) - Sales Promoters：Hitoshi Kishi (UINIVERSAL MUSIC LLC), Kazuhiro Sato (UINIVERSAL MUSIC LLC) - Digital Marketing：Hiroshi Chu Sato (Universal International), Yukihiro Takahashi (Universal International), Takehide Hatsumi (Universal International), Tatsuki Nakamura (Universal International) [Artwork etc] - Art Director：Rika Tokiwa (saucer inc.) - Art Designers：Tomomi Makawa (saucer inc.), Koji Hayase (roku-maru-ni designworks), Madoka Goto, Motoya Ozaki (flava inc.) - Artwork Coordinator：Katsuya Kinase (UINIVERSAL MUSIC LLC), Noriko Yamamoto (UINIVERSAL MUSIC LLC) - A&R Producer：中山千恵子 (Chinet Inc.) - Executive Producers：福島清志 (VAMPROSE), Kimitaka Kato (Universal International) - Artist Management：Yoshinobu Momiyama (VAMPROSE), Kei Fukao (VAMPROSE), Takaharu Kon (VAMPROSE), Atsushi Saito (VAMPROSE), Asami Nakamura (VAMPROSE), Ikuko Terada (VAMPROSE), Masakazu Enya (VAMPROSE) - Special Thanks：大石征裕（MAVERICK DC GROUP）, Kenji Mura (SMC ENTERTAINMENT), Kenichi Arai, Neeraj Khajanchi, Rie Mimoto, Takayuki Saito, Yujiro Yonetsu, Yukihiro Hayashi (FREE THE TONE), Atsushi Matsuzaki (ZODIAC WORKS), Masaya Hatano (IKEBE GAKKI), Satoshi Inoue (MIYAJI GAKKI), 高見佳明, 荒木尚子 (Octbre.), Kazue Yaguma, Yoshiaki Hara, Toshiyuki Murakami, Hiroshi Kobayashi (i2f), Naoki Nakayama (Chinet Inc.), Heather Hawhins (AAM Management), Masato Okuno (MEDIA FACTORY, INC.), Hitoshi Yoshioka (Metropolis London Music), MORIDAIRA MUSICAL INSTRUMENT CO.,LTD., Providence, SMC ENTERTAINMENT, ALANA entertainment Co., Ltd. |